# Вардан Айказн
Вардан Айказн (Хайкид) (арм. Վարդան Հայկազն) — армянский поэт XI—XII веков.
Единственный сохранившийся труд Вардана — «Заупокойная элегия о кончине блаженного и святого Католикоса армян Григория Мартирофила» (арм. «Տաղ գերեզմանական վասն փոխման երանեալ եւ սուրբ Կաթողիկոսին Հայոց Գրիգորի Վկայասերի»). «Элегия» написана в 1105 году, по поводу смерти Католикоса всех армян Григория Мартирофила  и является первой биографической поэмой в армянской литературе. В ней ярко выражены патриотические настроения автора. Вардан с тревогой говорит о положении Армении, а смерть католикоса представляет как общенациональную трагедию. По всей видимости, «Элегия» Вардана оказала некоторое влияние на создание «Элегии на взятие Эдессы» Нерсеса Шнорали.
Написана восьмислоговыми строчками, языком смешанным между классическим армянским и разговорным, чувствуется влияние творчества Григора Магистроса. В общей сложности состоит из 394 строф, последние две не сохранились.
Рукописи
- Матенадаран № 2496

Издания
- «Базмавеп[англ.]». — Венеция, 1873. — С. 264—271
- Овнанян Г. Տաղ գերեզմանական վասն փոխման երանեալ եւ սուրբ Կաթողիկոսին Հայոց Գրիգորի Վկայասերի // Миджнадарян азгайин тагачапутюн. — Вена, 1911. — № 9—10.